# Pere (Vorname)
Pere ist ein katalanischer männlicher Vorname griechischen und lateinischen Ursprungs. Die deutschsprachige Form des Namens ist Peter. Angaben zu Herkunft und Bedeutung siehe dort. Die spanische Form des Namens ist Pedro.

## Namensträger
- Pere Bosch i Gimpera (1891–1974), katalanisch-spanischer Archäologe und Prähistoriker
- Pere Miquel Carbonell (1434–1517), katalanischer Historiker, Notar, Dichter und Humanist
- Pere Domènech i Roura  (1881–1962), katalanischer Architekt des Modernisme Català
- Pere Falqués i Urpí (1850–1916), katalanischer Architekt des Modernisme Català
- Pere Gimferrer (* 1945), katalanischer Schriftsteller in katalanischer und spanischer Sprache
- Pere Portabella (* 1927), katalanisch-spanischer Filmemacher
- Pere Tena Garriga (1928–2014), katalanisch-spanischer Liturgiewissenschaftler und Weihbischof in Barcelona